# Theodor Kniewel
Theodor Friedrich Kniewel (* 24. Januar 1783 in Danzig, Polnisch-Preußen; † 25. Juli 1859 in Berg bei Stuttgart) war ein deutscher Lehrer, Chorleiter und lutherischer Pfarrer in Danzig. Er begründete die Danziger Singakademie.

## Leben
Der Vater Johann Kniewel war Bierbrauer in der Pfefferstadt und Schöffe der Altstadt Danzig, die Mutter war Anna Christina Kniewel.
Der Junge besuchte die Katharinenschule und seit 1798 das Akademische Gymnasium. Seit 1801 studierte er evangelische Theologie, Philologie und Philosophie in Halle und danach Medizin in Dresden.
Seit 1805 war Theodor Kniewel als Lehrer in Danzig tätig, seit 1807 in Berlin. 1810 übernahm er die Leitung der Marienschule in Danzig. Nach deren Eingliederung in das Akademische Gymnasium 1817 wurde er dort Lehrer für Latein und Griechisch. 1825 beendete er seine Schultätigkeit.
Theodor Kniewel wurde Prediger an der Marienkirche, zuerst als Diakon, später als Archidiakon.
1847 trat er zur altlutherischen Kirche über und wurde Pfarrer in der Heilig-Geist-Kirche.
Nach seiner Versetzung in den Ruhestand siedelte er 1855 mit seinem Bruder in die Nähe von Stuttgart um, wo er drei Jahre später starb.
Theodor Kniewel war mit dem Dichter Joseph von Eichendorff befreundet, den er bei dessen Besuch in Danzig beherbergte.
Kniewel war mit Henriette Andriese[n] seit 1810 verheiratet. Die beiden hatten keine Kinder.

## Musikalisches und schriftstellerisches Wirken
Theodor Kniewel gründete 1810 eine erste Musikvereinigung in Danzig, aus der 1818 der Gesangverein zu Danzig hervorging. Dieser spielte eine zentrale Rolle im Musikleben der Stadt. Theodor Kniewel leitete den Chor, organisierte regelmäßige größere Konzerte mit Orchester und komponierte Chor- und Orchestermusik, sowie Lieder.
Theodor Kniewel verfasste zahlreiche Schriften zu theologischen, pädagogischen und philologischen  Themen, sowie Predigten.